# Floating State
I Floating State sono stati un gruppo musicale rock progressivo italiano formatosi nella provincia di Bari.
Le atmosfere dei brani, i quali assumono spesso la forma di lunghe suite, sono proprie del rock progressivo anni settanta, ripercorrendo prevalentemente il filone britannico (Genesis, Jethro Tull, Van der Graaf Generator o Emerson, Lake & Palmer) e della Scena di Canterbury, senza tralasciare respiri folk e lirici. I testi sono improntati ad esaltare, con spunti fiabeschi e letterari, le molte successioni armoniche tipiche del genere.

## Storia
Il gruppo viene fondato all'inizio del 1995 dai fratelli Gigi e Mimmo Ferri, rispettivamente chitarrista e tastierista, insieme al batterista Fabrizio Binetti ed al cantante Michele Moschini. Dopo una pausa di circa un anno, i Floating State si riformano nel 2000 con Carlo Cavaniglia al basso e Beatrice Birardi alla batteria, per poi allargarsi quasi subito con l'arrivo della sassofonista Grazia Stella. Nel 2001, Francesco Antonino diventa il nuovo bassista deel gruppo. Il gruppo incide un demo-cd con cui partecipa al contest "Una suite per un anno", indetto da Radio Popolare di Milano, classificandosi al primo posto. Il gruppo realizza così il primo album ufficiale "Thirteen tolls at noon" (2003) per la Lizard Records di Treviso, a cui seguono partecipazioni a due tributi editi dalla Mellow Records, ai King Crimson ("The Letters – An Unconventional Italian Guide to King Crimson" - 2004) ed ai Moody Blues (Higher and Higher – 2006). Alla fine del 2004, Michele Moschini abbandona il gruppo e viene sostituito da Marco Esposito. Nel 2009 Francesco Antonino abbandona ugualmente il gruppo, che si scioglie infine nel 2011.

## Formazione
- Gigi Ferri – chitarra elettrica, acustica, basso (1995-2011)
- Mimmo Ferri – tastiere, glockenspiel, theremin (1995-2011)
- Michele Moschini - voce, flauto, flauto dolce, tin whistle (1995-ottobre 2004)
- Beatrice Birardi – batteria, percussioni (2000-2011)
- Grazia Stella – sax soprano e contralto (2000-2011)
- Francesco Antonino - basso (2001-2008)
- Marco Esposito – voce, chitarra classica, flauto (ottobre 2004-2011)
- Simona Armenise - chitarra elettrica, classica, basso (2009-2011)
- Carlo Cavaniglia - basso (1996-1997, 2000)
- Claudio Signorile - basso - (1997-2000)
- Fabrizio Binetti - batteria - (1995-1998)
- Gianfranco Aresta - basso - (1995)

## Discografia

### 2003
- Thirteen Tolls at Noon
  - Waterclock
  - White Flower
  - Fairies' Inn
  - Pilgrimage to Nowhere
  - Something Has Changed in the Happy Land of Vondervotteimittiss

### 2004
- The Letters - An Unconventional Italian Guide to King Crimson

Partecipazione con Exiles

### 2006
- Higher and Higher - A Tribute to Moody Blues

Partecipazione con The Actor

### 2007
- Treasure Island
  - Gentlemen Of Fortune (Velvet Desperados)
  - The Shore And The Breathing Night (Floating State)
  - La Aventura En El Mar - The Sea Adventure (Nexus)

### 2008
- Giallo ! One Suite for the Murderer
  - Frammento Rosso - Intro (Alfio Costa)
  - Visions of Helga (Dark Session)
  - Vecchi Giochi (Leviathan)
  - Suite dall'Inconscio dell'Assassino (Floating State)
  - Mirrors - Outro (Alfio Costa)